# Tommy (álbum)
Tommy es el cuarto álbum de estudio del grupo británico The Who, publicado por la compañía discográfica Track Records en el Reino Unido y por Decca Records en Estados Unidos en marzo de 1969. Precedido por las minióperas «A Quick One, While He's Away» y «Rael», y en el marco de un creciente interés por técnicas de composición más refinadas en el campo de la música popular durante la década de 1960, Tommy fue la primera ópera rock completa de The Who y fue descrito como «un álbum de rock and roll en contar con una narrativa lineal completa a través de su progresión de canciones».
Compuesta en su mayoría por Pete Townshend y grabado en los IBC Studios de Londres entre septiembre de 1968 y comienzos de 1969, Tommy detalla las etapas de la vida del protagonista, un chico que queda sordo, mudo y ciego tras un episodio traumático. Durante su convalecencia, Tommy sufre abusos de su primo Kevin y de su tío Ernie, es engañado por una prostituta que intenta curarle mediante el uso de drogas alucinógenas y descubre su afición al pinball, al que juega con gran éxito mediante su único sentido disponible: el tacto. La trama evoluciona hacia la recuperación de sus sentidos cuando su madre rompe los espejos de la casa y la ganancia de adeptos que reconocen en Tommy una figura mesiánica por su «cura milagrosa». Sin embargo, la actitud despótica de Tommy en el campamento de verano creado por su tío Ernie hace que sus discípulos le abandonen y el protagonista vuelva a refugiarse en su fuero interno.
Tras su publicación, Tommy obtuvo en general buenas reseñas de la prensa musical y ha sido considerado como uno de los mejores trabajos de música popular del siglo XX. Al respecto, fue votado el mejor álbum del año en la encuesta Pazz & Jop de la revista Village Voice y figura en varias listas de los mejores discos de todos los tiempos. Fue incluida en el puesto 96 de la lista de los 500 mejores discos de todos los tiempos y figura en los libros 1001 Albums You Must Hear Before You Die y 101 Albums That Changed Popular Music. Tommy fue también el primer gran éxito comercial de The Who al alcanzar el puesto dos en la lista británica de discos más vendidos y el cuatro en la estadounidense Billboard 200, y consolidó al grupo como un referente de la música popular durante la década de 1970 con sucesivos trabajos como Who's Next y Quadrophenia entre los discos más vendidos en ambos países.

## Trasfondo
Aunque Tommy fue el primer álbum conceptual de The Who, Pete Townshend mostró un interés temprano por construir una ópera rock. Durante la grabación de A Quick One, Kit Lambert, representante del grupo, instó a Townshend a que compusiera una canción de diez minutos para rellenar un espacio del disco. Townshend respondió diciendo que las canciones rock duraban «2 minutos y 50 segundos por tradición», a lo que Lambert sugirió que escribiese una «historia de diez minutos comprimida por canciones de 2:50». El resultado, «A Quick One, While He's Away», fue una canción integrada por seis movimientos que relata la historia de una mujer anónima cuyo amante se ha ido «durante casi un año». Sus amigos le informan de que «tienen un remedio», en la forma de Ivor el maquinista. Cuando el amante regresa, la chica le confiesa su infidelidad y es perdonada. Años más tarde, el músico reveló en Who I Am que la canción hace una referencia no explícita, a través del personaje Ivor, a un abuso sexual que sufrió cuando era niño. El maltrato infantil, tanto psicológico como sexual, fue un tema recurrente en el trabajo de Townshend, que volvió a introducir en Tommy con los personajes Kevin y Ernie.
«A Quick One, While He's Away», considerada la primera miniópera del grupo, fue seguida un año después de «Rael», otra narrativa que incluyó el riff de guitarra de la futura «Sparks» en Tommy. Además, en un intento por innovar dentro del terreno musical, The Who Sell Out fue comercializado como un álbum conceptual, integrado por una colección de canciones sin relación entre sí pero intercaladas por spots publicitarios falsos y anuncios de servicios públicos.
El lanzamiento de The Who Sell Out se enmarcó también en una etapa musical en la que diferentes autores intentaron grabar álbumes temáticos. En 1966, Pet Sounds retrató el estado mental de Brian Wilson, compositor de The Beach Boys, y sirvió de inspiración a Paul McCartney para grabar, a su vez, Sgt. Pepper's Lonely Hearts Club Band con The Beatles. Aunque la noción de álbum conceptual se perdió durante su grabación, la reputación de Sgt. Pepper's inspiró a otros artistas a producir sus propios trabajos conceptuales, tales como Days of Future Passed de The Moody Blues y S.F. Sorrow de The Pretty Things. Entre tanto, Lambert animó a Townshend a producir un trabajo más ambicioso tras su incursión en el género con «A Quick One, While He's Away» y «Rael».

## Historia

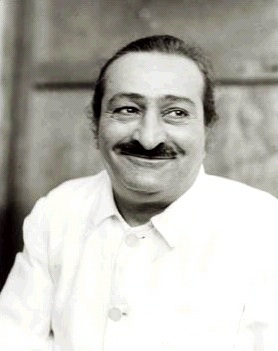
Pete Townshend se inspiró en las enseñanzas de Meher Baba para componer gran parte de Tommy.

La inspiración de Pete Townshend para componer Tommy procedió en su mayoría de las enseñanzas de Meher Baba, un gurú que enlazaba elementos de las escuelas vedanta y mística. Townshend comenzó a sentir interés por las enseñanzas de Baba a partir de 1968, poco después de la publicación de The Who Sell Out, y un año antes del lanzamiento de Tommy explicó varias ideas del álbum durante una entrevista con la revista Rolling Stone: «El paquete que espero se va a llamar Deaf, Dumb and Blind Boy. Es una historia sobre un niño que nace sordo, ciego y mudo, y lo que pasa con él durante toda su vida. El niño es interpretado por The Who, la entidad musical. Él está representado musicalmente, representado por un tema que tocamos, que comienza la ópera en sí, y luego hay una canción describiendo al niño sordo, ciego y mudo. Pero de lo que realmente se trata es de que dado que el chico es sordo, ciego y mudo, esta viendo cosas básicamente como vibraciones que nosotros trasladamos como música. Eso es realmente lo que queremos hacer: crear la sensación de que cuando escuchas la música, puedes en realidad tomar conciencia del niño, y ser consciente de lo que trata, porque lo estamos creando a medida que tocamos».
Las sesiones de Tommy comenzaron en los IBC Studios de Londres en septiembre de 1968 y duraron ocho meses. Bajo diferentes títulos de trabajo como The Amazing Journey, The Brain Opera, Journey into Space y Deaf, Dumb and Blind Boy, Townshend escribió, modificó y archivó numerosas canciones de modo que todas ellas «encajasen en su lugar». Según Richard Barnes, historiador del grupo: «La grabación, en un magnetófono de ocho pistas, llevó años y puso al grupo en un endeudamiento excesivo. Pasaron mucho tiempo en un pub cercano discutiendo ideas, dejando el estudio vacío durante largos y costosos periodos».
La primera canción compuesta para el proyecto fue «Amazing Journey», con letras tomadas de los primeros versos de un largo poema escrito por Townshend. A pesar de la «intensa planificación» que Townshend ejerció sobre el álbum, el músico cambió ligeramente la trama después de que Nic Cohn, un influyente periodista musical, ofreciese una tibia recepción de Tommy tras escuchar una primera mezcla del álbum. Según Barnes: «Necesitaban desesperadamente su opinión favorable, por lo que, en un impulso, Townshend, sabiendo que Cohn era un seguidor del pinball, decidió que Tommy pudiese practicar algún tipo de deporte como el fútbol o quizás, incluso... el pinball. "Va a ser una obra maestra", fue la respuesta inmediata de Cohn. La introducción de "Pinball Wizard" cambió todo drásticamente. "Wizard" y las otras canciones de rock elevaron el trabajo de ser solo "digno", "interesante" y "artístico" a ser todo eso además de popular, emocionante y exitoso».
Preguntado sobre su opinión acerca de Tommy, John Entwistle, bajista del grupo, respondió: «Creo que en realidad es solo una asociación de ideas. Nos llevó ocho meses en total, seis meses grabando, dos meses mezclando. Tuvimos que hacer muchas de las pistas de nuevo, porque nos llevó tanto tiempo yendo atrás y rejuveneciendo las canciones, que acabó por volvernos locos, estábamos sufriendo un lavado de cerebro por el tema, y comencé a odiarlo. De hecho solo escuché el disco dos veces. No creo que Tommy fuese todo sobre lo que había en el disco, creo que está en el escenario. El mensaje es más fuerte en el escenario que en el disco».

## Sinopsis

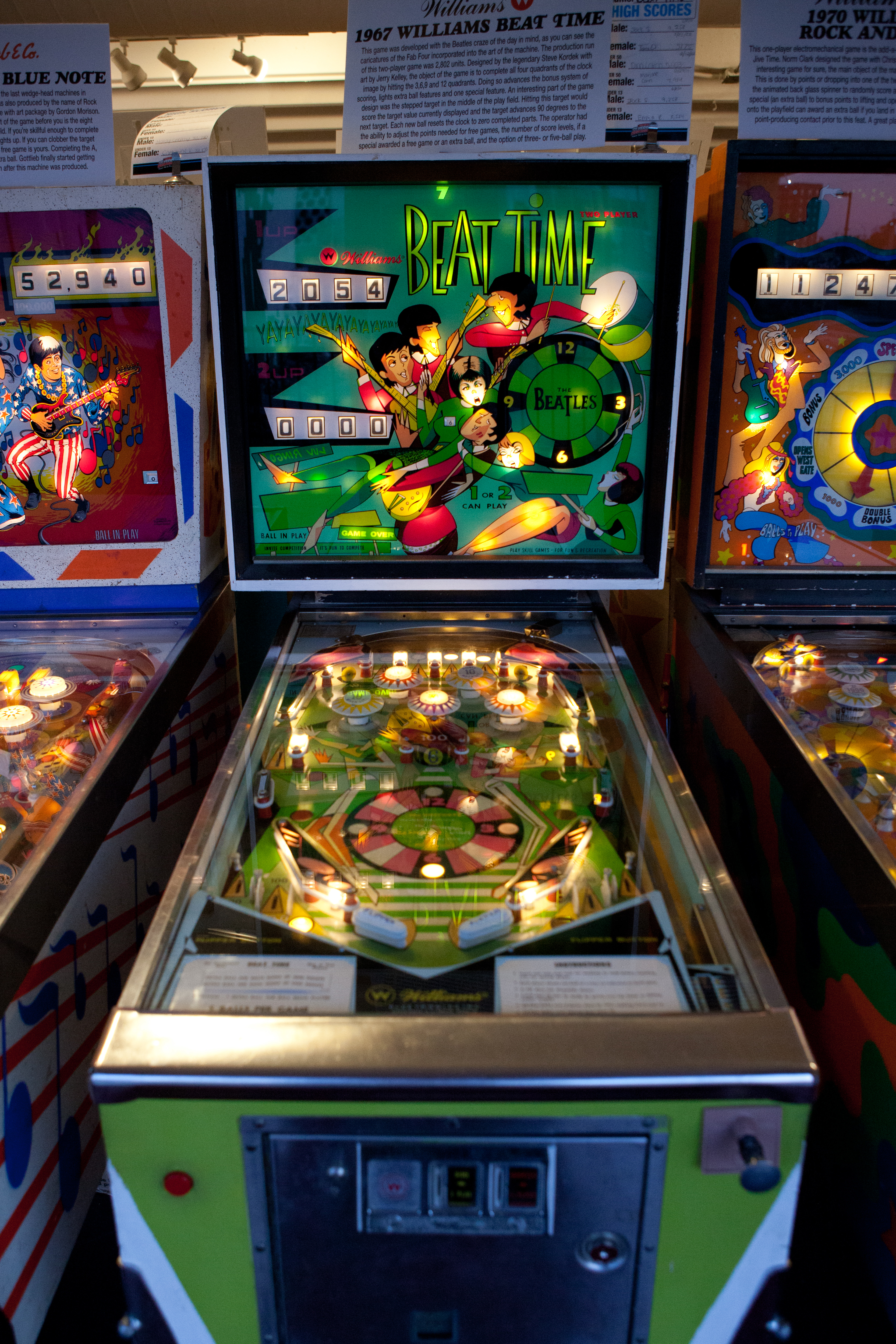
Una de las habilidades de Tommy es su afición por el pinball, descrita en la canción «Pinball Wizard».

Tommy es una ópera rock cuyas canciones detallan etapas de la vida del protagonista. La obra comienza con la marcha de Captain Walker, capitán de las Fuerzas Armadas Británicas, y su desaparición durante una expedición («Overture»). A continuación, su viuda, Mrs. Walker, da a luz a su hijo, Tommy («It's a Boy»). Años después, Captain Walker reaparece, vuelve a su casa y descubre que su esposa vive con una nueva pareja, a quien mata en un altercado («1921»). Para encubrir el incidente, la madre y el asesino (Captain Walker) le dicen a Tommy que el «no vio ni oyó nada», tras lo cual sufre un trastorno por estrés postraumático y entra en un estado de catatonia, volviéndose sordo, mudo y ciego. Los años pasan, durante los cuales Tommy queda inmóvil. Dentro de su cabeza, sin embargo, las sensaciones del mundo exterior se transforman en visiones acompañadas de música («Amazing Journey»/«Sparks»).
Sin embargo, sus padres no son conscientes de la situación de su hijo y se preocupan de que nunca encontrara la religión en medio de su aislamiento («Christmas»). Además, los padres en ocasiones salen de excursión y dejan a su hijo con familiares, algunos de los cuales se aprovechan de su impotencia: al respecto, es torturado por su sádico primo Kevin («Cousin Kevin») y sufre abusos de su tío Ernie («Do You Think It's Alright?», «Fiddle About»). Mientras tanto, un proxeneta que se introduce como «The Hawker» comercia con una prostituta, quien promete devolver «la vista a los ciegos» y tiene fama de curar a sordos, mudos y ciegos. Tommy acaba por contactar con la mujer, llamada «The Acid Queen», quien le trata de persuadir hacia la plena conciencia con drogas alucinógenas. Aunque el intento de tratamiento le afecta en gran medida («Underture»), no pierde sus discapacidades. Sin embargo, Tommy posteriormente obtiene la atención del público por su interés en el pinball, al que juega con gran éxito mediante su único sentido disponible: el tacto («Pinball Wizard»).
Al final, la familia Walker llevan a Tommy a un médico («There's a Doctor»), quien determina que las discapacidades del niño son psicosomáticas en lugar de físicas. Cuando el médico le adviene a que «vaya al espejo», Tommy parece mirar su reflejo y luego se obsesiona con los espejos de su casa. La señora Walker se irrita tanto por el nuevo hábito de su hijo que acaba por romper todos los espejos en los que Tommy se mira. La acción de su madre destruye de algún modo el bloqueo mental de Tommy, quien recupera sus sentidos y el habla («Sensation» y «I'm Free»). La «cura milagrosa» se convierte en una sensación pública, que se apodera de Tommy hasta convertirlo en un gurú («Welcome»). El interés en su época por figuras mesiánicas le hace ganar una enorme cantidad de adeptos, y en una historia paralela, una adolescente rica llamada «Sally Simpson» intenta de subir al escenario mientras habla, siendo rechazada violentamente por guardias de seguridad.
El tío Ernie capitaliza la popularidad de su sobrino creando un caro «Tommy's Holiday Camp» para los discípulos, a quienes les promete una vida de hedonismo. De hecho, Tommy trata con brusquedad al público y les exige que vivan de manera austera en su presencia. El descontento provocado por este cambio en su personalidad se intensifica cuando ruega a la multitud que se tapen los ojos, las orejas y la boca y jueguen al pinball, dado que está más interesado en compartir las cosas que vio mientras estaba paralizado en detrimento de su propia recuperación («We're Not Gonna Take It»). A medida que termina la historia, los discípulos rechazan a Tommy y abandonan el campamento. Como respuesta, Tommy se refugia en su interior y queda envuelto en sus fantasías («See Me, Feel Me»).

## Recepción
Tras su publicación, Tommy obtuvo en general buenas reseñas de la prensa musical. En una columna publicada en la revista The Village Voice, el crítico musical Robert Christgau comentó que, aparte del álbum de The Mothers of Invention We're Only in It for the Money, Tommy era el primer «trabajo amplio» exitoso en la música rock, pero que el lado paródico de Townshend era más «profundo y equívoco» que el de Frank Zappa. Christgau también elogió a Townshend por construir deliberadamente el álbum de modo que cada canción pudiese ser disfrutada de forma individual y sintió que el guitarrista estaba determinado a «dar a su público lo que quería sin enterrar su propia particularidad». Además, nombró a Tommy como el mejor álbum de 1969 en la encuesta anual Jazz & Pop, elaborada para Village Voice. Albert Goldman, en una crítica para la revista Life, escribió que The Who juegan a través de «todas las complicaciones sexuales» de la narrativa en un estilo hard rock que es la antítesis del rock serio más contemporáneo. Goldman afirmó que, basado en la innovación, el rendimiento y el «poder absoluto», Tommy supera todo el rock grabado en un estudio. En 1974, los lectores de NME lo situaron en el puesto dieciséis de la lista de los cien mejores álbumes de todos los tiempos.
Según el periodista Richie Unterberger, Tommy fue halagado por críticos contemporáneos como el avance de The Who, pero su prestigio crítico disminuyó considerablemente a lo largo de décadas posteriores, debido a su pretencioso concepto y a sus precarias canciones que funcionaban como dispositivos para «avanzar en una trama más bien sucinta». Al respecto, Christgau escribió en 1983: «Las pretensiones operísticas de Tommy eran tan transparentes que durante años pareció seguro que las ideas musicales de Townshend nunca se pusiesen al día con sus letras». En su reseña para Allmusic, Unterberger escribió que, a pesar de sus leves defectos, el álbum tiene «muchas canciones excelentes» impregnadas con «una gracia adecuada», mientras que la capacidad de Townshend de idear un largo relato introduce «nuevas posibilidades a la música rock». Por otra parte, la revista Uncut escribió que el álbum «no acaba de dar cuenta de sus ambiciones, aunque logra mucho en el camino», y que The Who harían una versión más sustancial con Quadrophenia cuatro años más tarde. Mark Kemp, en su reseña para el libro The Rolling Stone Album Guide, consideró que, «en retrospectiva, Tommy no es del todo la obra maestra» que en su origen se exageró ser, y que no era tan «divertida» o «esclarecedora» como The Who Sell Out (1967), aunque debido a Townshend, produjo varias «buenas canciones clásicas».
En retrospectiva, Tommy ha sido habitualmente considerado uno de los mejores trabajos de música popular del siglo XX y figura en varias listas de los mejores discos de todos los tiempos, elaboradas por diferentes medios de comunicación. Al respecto, en 2003, Rolling Stone lo situó en el puesto 96 de la lista de los 500 mejores discos de todos los tiempos. También ocupó el puesto 90 en la lista de los cien mejores álbumes de rock and roll del canal de televisión VH1 y apareció en el libro 1001 Albums You Must Hear Before You Die. La revista Q lo situó en el noveno puesto en su lista titulada The Music That Changed the World: Part One 1954–1969, publicada en 2004. El escritor Chris Smith incluyó también el álbum en su libro 101 Albums That Changed Popular Music y escribió que fue «el primer álbum de rock and roll en contar una narrativa lineal completa a través de su progresión de canciones».
Desde el punto de vista comercial, Tommy afianzó a The Who como uno de los grupos más célebres durante la década de 1970 al convertirse en su mayor éxito hasta la fecha. Alcanzó el segundo puesto en la lista de discos más vendidos del Reino Unido y fue el primer trabajo del grupo en entrar en el top 10 de la lista estadounidense Billboard 200, después de que The Who Sell Out solo llegase a la posición 48 dos años antes. Tommy marcó también el comienzo de un creciente interés por el grupo a ambos lados del Atlántico, con sucesivos álbumes —desde Who's Next hasta It's Hard— siempre presentes entre los diez primeros puestos de las listas de éxitos. El álbum también alcanzó buenos resultados en países europeos como Países Bajos, donde llegó al puesto cuatro, así como en Australia, donde alcanzó la octava posición.
Por el contrario, los sencillos extraídos de Tommy obtuvieron un éxito inferior a canciones como «My Generation», «I'm a Boy» o «Happy Jack»: solo «Pinball Wizard», lanzada con «Dogs, Pt. 2» como cara B, entró en el top 10 de la lista británica UK Singles Chart al llegar al puesto cuatro, mientras que en los Estados Unidos alcanzó el puesto diecinueve en la lista Billboard Hot 100. «I'm Free», publicada como segundo sencillo promocional, solo llegó al puesto 37 en la lista estadounidense, mientras que «See Me, Feel Me» llegó al doce. Ambos sencillos no entraron en la lista de sencillos del Reino Unido.
Además, Tommy fue uno de los discos mejor vendidos de la carrera del grupo. Al respecto, la RIAA certificó el álbum como doble disco de platino al superar los dos millones de copias vendidas, una cifra solo superada por las ventas de Who's Next, publicado dos años después. Por otra parte, la BPI catalogó el álbum como disco de oro al alcanzar la cifra de cien mil discos vendidos en el Reino Unido. En Francia, la Sindicato Nacional de la edición fonográfica certificó el álbum como disco de oro al superar las cien mil copias vendidas en el país. Según The Daily Telegraph, Tommy ha vendido más de veinte millones de copias a nivel mundial.

## Diseño del álbum
Tommy fue publicado en su primera edición como un doble disco de vinilo con un libreto que incluyó la letra de las canciones e imágenes para ilustrar partes de la historia. La portada fue presentada como parte de un tríptico, con tres paneles que abarcan una pintura elaborada por Mike McInnerney, director artístico de International Times y amigo de Pete Townshend. El dibujo incluye una esfera azulada con cortes en forma de diamantes y una capa de nubes y gaviotas. En la contraportada aparece una mano llena de estrellas que rompe el fondo, con el índice apuntando hacia delante.
McInnerney comentó sobre la imagen: «Estuve explorando maneras de crear imágenes que podían dibujar mi preocupación con ideas espirituales. Particularmente me gustaron los patrones y los ritmos del op-art y sus preocupaciones con la percepción y la ilusión y el lenguaje del surrealismo, no por sus cualidades subversivas, sino más bien por sus posibilidades trascendentales. La ópera tuvo un fuerte libreto que usé para desarrollar las imágenes... Decidió hacer imágenes que actuaban como símbolos de los momentos clave en la historia. Tenía la esperanza de que las imágenes se pudiesen ver como la pintura y la escultura, es decir, de manera contemplativa, con una larga mirada a las imágenes con capas de referencias. Me gustó la idea del personaje de Tommy. En lugar de tratar de retratarlo, quería dibujar su experiencia de estar en un mundo sin sentidos convencionales».

## Grabaciones en directo

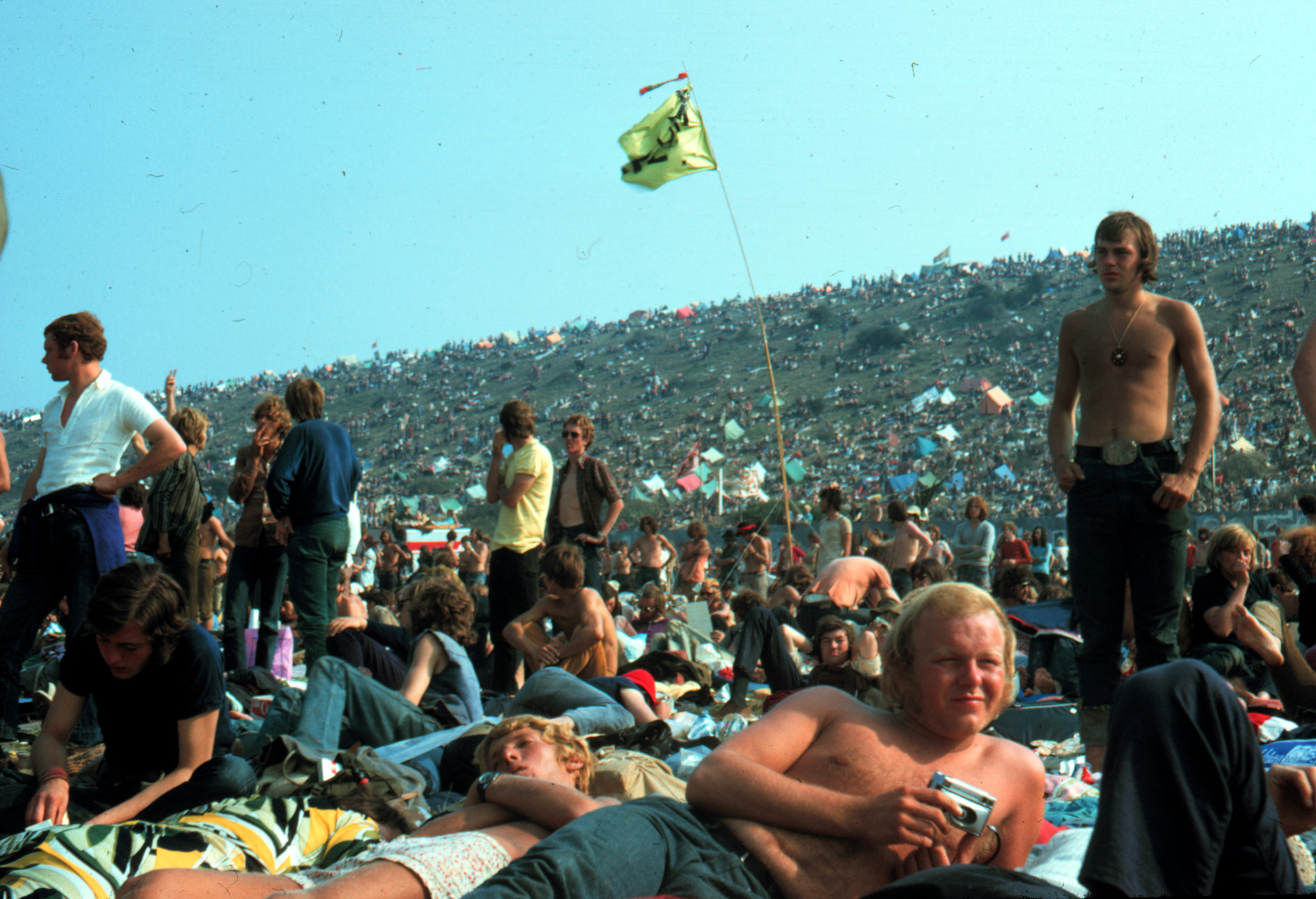
The Who interpretó Tommy en su totalidad en el Festival de la Isla de Wight en agosto de 1970.

Aunque The Who tocaron Tommy en directo en numerosas ocasiones desde su lanzamiento, rara vez lo hicieron en la forma de su publicación original. En su lugar, decidieron alterar el orden de las canciones y omitir algunos temas en su totalidad. Al respecto, «Underture», «Cousin Kevin», «Sensation» y «Welcome» no fueron interpretadas durante la gira inicial de Tommy.
Una versión en directo de Tommy en su forma alterada fue incluida en la edición deluxe de Live at Leeds, publicada en 2002. También está disponible en el lanzamiento oficial Live at the Isle of Wight Festival 1970, publicado en 1996, y en el DVD de 2007 At Kilburn 1977. De forma adicional, la página web Wolfgang's Vault estrenó una grabación en directo de Tommy registrada el 7 de julio de 1970 en Tanglewood como parte de la serie The Fillmore at Tanglewood organizada por Bill Graham.
The Who también tocaron Tommy con motivo de su vigésimo aniversario durante la gira de reunión en 1989, con la inclusión de «Cousin Kevin» y «Sensation». Grabaciones de la gira fueron publicadas en el álbum en directo Join Together y en el DVD Tommy and Quadrophenia Live. El concierto ofrecido en Los Ángeles durante la gira incluyó invitados especiales como Phil Collins en el papel de Uncle Ernie, Patti LaBelle en el de The Acid Queen, Steve Winwood en el de The Hawker, Elton John como The Pinball Wizard y Billy Idol como Cousin Kevin.
Entre septiembre y noviembre de 2012, Roger Daltrey interpretó Tommy en su totalidad en directo durante una gira por Norteamérica, sin la colaboración de Pete Townshend.

## Producción sinfónica, cinematográfica y teatral
En 1971, dos años después del lanzamiento de Tommy, la Ópera de Seattle, bajo la dirección de Richard Pearlman, produjo la primera adaptación teatral del álbum en el Moore Theater de Seattle. La producción incluyó a Bette Midler interpretando los papeles de Acid Queen y de Mrs. Walker, y música de Comstock, Ltd. Un año después, el empresario Lou Reizner presentó una versión en concierto de Tommy en el Rainbow Theatre de Londres, con dos conciertos la misma tarde del 9 de diciembre. Los conciertos incluyeron a The Who junto a un elenco de invitados y respaldado por la Orquesta Sinfónica de Londres dirigida por David Measham. Los conciertos fueron organizados para promocionar el lanzamiento del nuevo disco de estudio de Reizner con la versión sinfónica de Tommy, publicada por Ode Records.
Tanto en el concierto como en el disco sinfónico, los principales roles fueron interpretados por estrellas del pop y del rock de la época: Graham Bell como el amante, Maggie Bell como Mrs. Walker, Sandy Denny como The Nurse, Steve Winwood como Mr. Walker, Rod Stewart como The Local Lad, Richie Havens como The Hawker, Merry Clayton como The Acid Queen y Ringo Starr como Uncle Ernie. Pete Townshend actuó como narrador y también tocó la guitarra, pero en general la música es predominantemente sinfónica. Richard Harris interpretó el papel del médico en el disco, pero fue reemplazado por Peter Sellers en la puesta en escena, que se repitió con un elenco sustancialmente diferente los días 13 y 14 de diciembre de 1973, con la presencia de David Essex, Elkie Brooks, Marsha Hunt, Vivian Stanshall, Ron Wood y Jon Pertwee. La versión orquestal de estudio de Tommy fue publicada en formato de caja recopilatoria con un diseño de portada, elaborado por Tom Wilkes y Craig Braun, que ganó el Grammy al mejor diseño de embalaje en la 16.ª edición de los premios.
La adaptación sinfónica también fue interpretada en dos ocasiones en Australia entre marzo y abril de 1973. El elenco incluyó a Keith Moon como Uncle Ernie, Graham Bell como el narrador, y las estrellas locales Daryl Braiwaite como Tommy, Billy Thorpe, Doug Parkinson, Wendy Saddington, Jim Keays, Broderick Smith, Colleen Hewett, Linda George, Ross Wilson, Bobby Bright y Ian Meldrum. El concierto de Melbourne fue grabado en video y televisado en Channel 7 el 13 de abril.

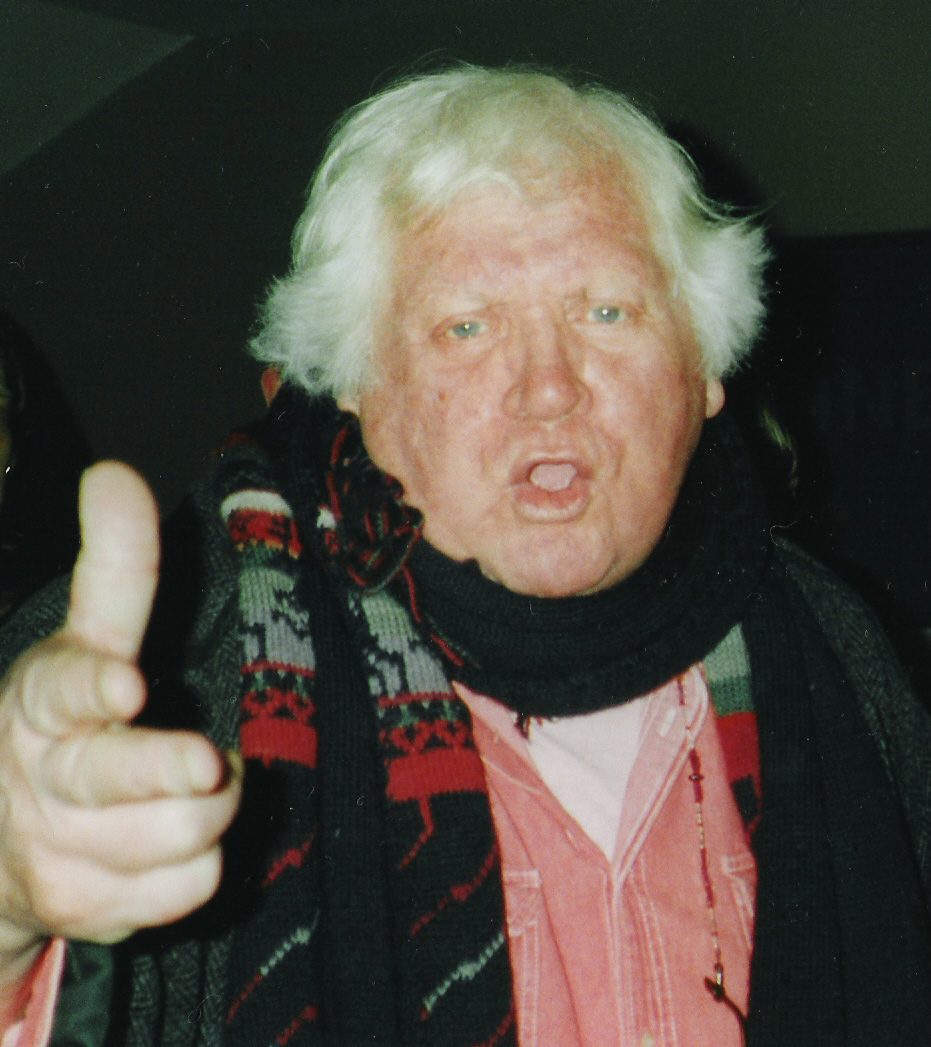
Ken Russell dirigió la adaptación cinematográfica de Tommy, estrenada en 1975.

En 1975, Tommy fue adaptada como largometraje, producido por el empresario Robert Stigwood y dirigido por el autor británico Ken Russell. La versión cinematográfica fue protagonizada por Roger Daltrey en el papel de Tommy e incluyó la participación de Elton John, Tina Turner, Eric Clapton, Arthur Brown y Jack Nicholson. La película incluyó una trama ligeramente modificada con respecto a la ópera rock: en la versión original de The Who, el padre de Tommy mata al amante de su esposa cuando los encuentra juntos después de volver a casa tras varios años desaparecido; sin embargo, en la versión cinematográfica, es el amante quien mata a Mr. Walker.
Tommy fue una de las primeras películas musicales publicadas con una banda sonora multicanal de alta fidelidad en varias de las salas de cine más importantes de los Estados Unidos. La película fue etiquetada con un sonido quintafónico, gracias a la colocación de altavoces de alta potencia en los cuatro cuadrantes del recinto y directamente detrás del centro de la pantalla, reflejando la ubicación de los vocalistas en pantalla. El largometraje recibió críticas mixtas, pero obtuvo un notable éxito comercial tras su estreno y ha logrado alcanzar el estatus de película de culto.
Townshend también supervisó la producción de una banda sonora homónima, en la que los arreglos orquestales que había previsto para el álbum original fueron realizados mediante el amplio uso de sintetizadores. Además de The Who, la banda sonora incluyó la colaboración de numerosos músicos de sesión, incluyendo a Caleb Quaye, Ronnie Wood, Nicky Hopkins, Chris Stainton y  John "Rabbit" Bundrick. Debido al compromiso de Keith Moon con el rodaje de Stardust, Kenney Jones  —que reemplazó a Moon en el grupo tras su muerte en 1978— tocó la batería en gran parte de la banda sonora. El largometraje y la banda sonora incluyeron seis nuevas composiciones de Townshend: «Prologue - 1945», «Bernie's Holiday Camp», «Extra, Extra, Extra», «Champagne», «Mother and Son» y «T.V. Studio».
En 1993, Townshend y Des McAnuff, director de La Jolla Playhouse, escribieron y produjeron una adaptación musical de Tommy. Bajo el título de The Who's Tommy, la producción incluyó «I Believe My Own Eyes», un nuevo tema de Townshend, y obtuvo reseñas mixtas al comienzo: mientras que Frank Rich, crítico teatral de The New York Times, lo alabó, Jon Pareles, crítico musical en el mismo diario, comentó que «los cambios transforman una mezcla de anhelo espiritual, confusión y rebelión en una palmadita en la cabeza para nidos y adictos a la televisión». La obra teatral ganó cinco Premios Tony, incluyendo el de mejor banda sonora original para Townshend.

## Reediciones
Polydor Records reeditó Tommy en disco compacto en el Reino Unido en 1983. El álbum fue publicado como doble disco, con la parte frontal y trasera reproduciendo el panel central y derecho del tríptico original respectivamente. El libreto que acompañó el álbum reprodujo el tríptico al completo, con reproducciones en blanco y negro del diseño original y las letras de las canciones. Un año después, MCA Records publicó el álbum por primera vez como doble disco compacto en los Estados Unidos. Los discos fueron empaquetados en sendas carcasas individuales, cada una de las cuales incluyó una copia del diseño original y las letras de las canciones en el libreto.
Mobile Fidelity Sound Lab publicó Tommy en un disco chapado en oro dentro de la serie Original Master Recording, con una reproducción en alta calidad del diseño artístico, incluyendo un plegable de la cubierta original, así como una toma alternativa de «Eyesight to the Blind». En 1996, Polydor y MCA publicaron una versión remezclada en un solo disco compacto, completada con el diseño original y con una introducción escrita por Richard Barnes. Esta versión incluyó partes instrumentales no presentes en versiones anteriores, particularmente la pista de timbales de «The Acid Queen» y voces en «Christmas».
En 2003, Tommy fue publicado en una edición deluxe de dos discos en formato SACD con una mezcla multicanal 5.1. La remasterización fue realizada bajo la supervisión de Townshend e incluyó un segundo disco con varias tomas alternativas y descartes de las sesiones. Una canción titulada «Dogs, Part 2», incluida en el segundo disco, solo estuvo disponible hasta entonces como cara B del sencillo «Pinball Wizard» y en el recopilatorio Two's Missing. La edición inicial en SACD fue reemplazada en 2005 en Europa con un set similar en sonido estéreo.

## Lista de canciones
Todas las canciones escritas y compuestas por Pete Townshend excepto donde se anota. 
| Cara A |                                        |                    |          |  |
| N.º    | Título                                 | Voz principal      | Duración |  |
| 1.     | «Overture»                             | Instrumental       | 3:50     |  |
| 2.     | «It's a Boy»                           | Townshend          | 2:07     |  |
| 3.     | «1921»                                 | Townshend, Daltrey | 3:14     |  |
| 4.     | «Amazing Journey»                      | Daltrey            | 3:25     |  |
| 5.     | «Sparks»                               | Instrumental       | 3:45     |  |
| 6.     | «The Hawker» (Sonny Boy Williamson II) | Daltrey            | 2:15     |  |

| Cara B |                                 |                      |          |  |
| N.º    | Título                          | Voz principal        | Duración |  |
| 1.     | «Christmas»                     | Daltrey              | 4:34     |  |
| 2.     | «Cousin Kevin» (John Entwistle) | Entwistle, Townshend | 4:03     |  |
| 3.     | «The Acid Queen»                | Townshend            | 3:31     |  |
| 4.     | «Underture»                     | Instrumental         | 9:55     |  |

| Cara C |                              |                                |          |  |
| N.º    | Título                       | Voz principal                  | Duración |  |
| 1.     | «Do You Think It's Alright?» | Daltrey, Townshend             | 0:24     |  |
| 2.     | «Fiddle About» (Entwistle)   | Entwistle                      | 1:26     |  |
| 3.     | «Pinball Wizard»             | Daltrey, Townshend             | 3:50     |  |
| 4.     | «There's a Doctor»           | Townshend, Daltrey y Entwistle | 0:25     |  |
| 5.     | «Go to the Mirror!»          | Daltrey, Townshend             | 3:50     |  |
| 6.     | «Tommy Can You Hear Me?»     | Daltrey, Townshend y Entwistle | 1:35     |  |
| 7.     | «Smash the Mirror»           | Daltrey                        | 1:20     |  |
| 8.     | «Sensation»                  | Townshend                      | 2:32     |  |

| Cara D |                                     |                                |          |  |
| N.º    | Título                              | Voz principal                  | Duración |  |
| 1.     | «Miracle Cure»                      | Daltrey, Townshend y Entwistle | 0:10     |  |
| 2.     | «Sally Simpson»                     | Daltrey                        | 4:10     |  |
| 3.     | «I'm Free»                          | Daltrey                        | 2:40     |  |
| 4.     | «Welcome»                           | Daltrey, Townshend y Entwistle | 4:30     |  |
| 5.     | «Tommy's Holiday Camp» (Keith Moon) | Townshend                      | 0:57     |  |
| 6.     | «We're Not Gonna Take It»           | Daltrey, Townshend y Entwistle | 6:45     |  |

| Disco dos (edición deluxe de 2003 - Tomas alternativas, outtakes y demos) |                                                 |              |          |  |
| N.º                                                                       | Título                                          | Escritor(es) | Duración |  |
| 1.                                                                        | «I Was»                                         |              | 0:17     |  |
| 2.                                                                        | «Christmas» (Outtake 3 - Instrumental Outtake)  |              | 4:43     |  |
| 3.                                                                        | «Cousin Kevin Model Child»                      |              | 1:25     |  |
| 4.                                                                        | «Young Man Blues» (Version 1)                   | Mose Allison | 2:51     |  |
| 5.                                                                        | «Tommy Can You Hear Me?» (Instrumental Outtake) |              | 1:59     |  |
| 6.                                                                        | «Trying to Get Through»                         |              | 2:51     |  |
| 7.                                                                        | «Sally Simpson» (Outtake)                       |              | 4:09     |  |
| 8.                                                                        | «Miss Simpson» (Sally Simpson outtake)          |              | 4:18     |  |
| 9.                                                                        | «Welcome» (Take 2 - Instrumental outtake)       |              | 3:44     |  |
| 10.                                                                       | «Tommy's Holiday Camp» (Instrumental)           |              | 1:07     |  |
| 11.                                                                       | «We're Not Gonna Take It» (Outtake)             |              | 6:08     |  |
| 12.                                                                       | «Dogs, Part Two» (Lado B de Pinball Wizard)     | Keith Moon   | 2:26     |  |
| 13.                                                                       | «It's a Boy» (Demo)                             |              | 0:43     |  |
| 14.                                                                       | «Amazing Journey» (Demo)                        |              | 3:41     |  |
| 15.                                                                       | «Christmas» (Edit - Versión de sencillo)        |              | 1:55     |  |
| 16.                                                                       | «Do You Think It's Alright?» (Demo)             |              | 0:28     |  |
| 17.                                                                       | «Pinball Wizard» (Demo)                         |              | 3:46     |  |

| Disco dos: Demos & Extras (edición superdeluxe de 2013) |                                                      |          |  |
| N.º                                                     | Título                                               | Duración |  |
| 1.                                                      | «Overture» (Demo de Pete Townshend)                  | 4:07     |  |
| 2.                                                      | «It's a Boy» (Demo de Pete Townshend)                | 0:41     |  |
| 3.                                                      | «1921» (Demo de Pete Townshend)                      | 4:47     |  |
| 4.                                                      | «Amazing Journey» (Demo de Pete Townshend)           | 4:47     |  |
| 5.                                                      | «Dream One» (Demo de Pete Townshend)                 | 3:09     |  |
| 6.                                                      | «Sparks» (Demo de Pete Townshend)                    | 7:38     |  |
| 7.                                                      | «The Hawker» (Demo de Pete Townshend)                | 4:45     |  |
| 8.                                                      | «Christmas» (Demo de Pete Townshend)                 | 4:42     |  |
| 9.                                                      | «Acid Queen» (Demo de Pete Townshend)                | 3:35     |  |
| 10.                                                     | «Underture (Dream Two)» (Demo de Pete Townshend)     | 1:47     |  |
| 11.                                                     | «Do You Think It's Alright» (Demo de Pete Townshend) | 0:26     |  |
| 12.                                                     | «Pinball Wizard» (Demo de Pete Townshend)            | 3:42     |  |
| 13.                                                     | «There's a Doctor» (Demo de Pete Townshend)          | 0:24     |  |
| 14.                                                     | «Go To the Mirror!» (Demo de Pete Townshend)         | 4:32     |  |
| 15.                                                     | «Success» (Demo de Pete Townshend)                   | 0:10     |  |
| 16.                                                     | «Tommy Can You Hear Me» (Demo de Pete Townshend)     | 1:15     |  |
| 17.                                                     | «Smash the Mirror» (Demo de Pete Townshend)          | 1:37     |  |
| 18.                                                     | «Sensation» (Demo de Pete Townshend)                 | 2:47     |  |
| 19.                                                     | «Miracle Cure» (Demo de Pete Townshend)              | 0:11     |  |
| 20.                                                     | «Sally Simpson» (Demo de Pete Townshend)             | 4:50     |  |
| 21.                                                     | «I'm Free» (Demo de Pete Townshend)                  | 2:27     |  |
| 22.                                                     | «Welcome» (Demo de Pete Townshend)                   | 3:26     |  |
| 23.                                                     | «We're Not Gonna Take It» (Demo de Pete Townshend)   | 5:02     |  |
| 24.                                                     | «Trying to Get Through» (Demo de estudio)            | 2:27     |  |
| 25.                                                     | «Young Man Blues» (Grabación de estudio)             | 2:47     |  |

| Disco tres: Live Bootleg (edición superdeluxe de 2013) |                                      |          |  |
| N.º                                                    | Título                               | Duración |  |
| 1.                                                     | «Overture»                           | 7:00     |  |
| 2.                                                     | «It's a Boy»                         | 0:39     |  |
| 3.                                                     | «1921»                               | 2:28     |  |
| 4.                                                     | «Amazing Journey»                    | 5:07     |  |
| 5.                                                     | «Sparks»                             | 2:49     |  |
| 6.                                                     | «The Hawker»                         | 1:54     |  |
| 7.                                                     | «Christmas»                          | 3:11     |  |
| 8.                                                     | «The Acid Queen»                     | 3:30     |  |
| 9.                                                     | «Pinball Wizard»                     | 2:47     |  |
| 10.                                                    | «Do You Think It's Alright»          | 0:21     |  |
| 11.                                                    | «Fiddle About»                       | 1:12     |  |
| 12.                                                    | «Tommy Can You Hear Me»              | 0:55     |  |
| 13.                                                    | «There's a Doctor»                   | 0:24     |  |
| 14.                                                    | «Go To the Mirror!»                  | 3:22     |  |
| 15.                                                    | «Smash the Mirror»                   | 1:10     |  |
| 16.                                                    | «Miracle Cure»                       | 0:12     |  |
| 17.                                                    | «Sally Simpson»                      | 4:01     |  |
| 18.                                                    | «I'm Free»                           | 2:12     |  |
| 19.                                                    | «Tommy's Holiday Camp»               | 0:48     |  |
| 20.                                                    | «We're Not Gonna Take It»            | 3:28     |  |
| 21.                                                    | «See Me, Feel Me / Listening to You» | 7:51     |  |

## Personal
| The Who - Roger Daltrey: voz, armónica y pandereta - Pete Townshend: guitarras, banjo, teclados y voz - John Entwistle: bajo, trompa y voz - Keith Moon: batería, percusión y coros Otros músicos - Paul Townshend: coros - Simon Townshend: coros | Equipo técnico - Kit Lambert: productor musical - Damon Lyon-Shaw: ingeniero de sonido - Mike McInnerney: arte de tapa - Barrie Meller: fotografía - Chris Stamp: productor ejecutivo |

## Posición en listas
| Año  | País              | Lista                | Posición |
| ---- | ----------------- | -------------------- | -------- |
| 1969 | Alemania          | Media Control Charts | 50       |
| 1969 | Canadá            | RPM Albums Chart     | 18       |
| 1969 | Estados Unidos    | Billboard 200        | 4        |
| 1969 | Países Bajos      | Mega Albums Top 100  | 4        |
| 1969 | Reino Unido       | UK Albums Chart      | 2        |
| 2002 | Francia           | SNEP Albums Chart    | 143      |
| 2013 | Bélgica (Valonia) | Ultratop 200 Albums  | 175      |
| 2014 | Bélgica (Flandes) | Ultratop 200 Albums  | 181      |

| Sencillo          | País           | Lista                      | Posición |
| ----------------- | -------------- | -------------------------- | -------- |
| «Pinball Wizard»  | Estados Unidos | Billboard Hot 100          | 19       |
| «Pinball Wizard»  | Reino Unido    | UK Singles Chart           | 4        |
| «Pinball Wizard»  | Países Bajos   | Dutch Top 40               | 12       |
| «I'm Free»        | Estados Unidos | Billboard Hot 100          | 37       |
| «I'm Free»        | Países Bajos   | Dutch Top 40               | 20       |
| «See Me, Feel Me» | Estados Unidos | Hot Mainstream Rock Tracks | 12       |
| «See Me, Feel Me» | Países Bajos   | Dutch Top 40               | 2        |

## Certificaciones
| País           | Organismo certificador | Certificación | Ventas certificadas | Ref.  |
| -------------- | ---------------------- | ------------- | ------------------- | ----- |
| Estados Unidos | RIAA                   | Doble platino | 2 000 000           | [ 4 ] |
| Reino Unido    | BPI                    | Oro           | 100 000             | [ 5 ] |
| Francia        | SNEP                   | Oro           | 174 000             | [ 6 ] |